# Godesberg-Nord
Godesberg-Nord ist die amtliche Bezeichnung eines Ortsteils im Stadtbezirk Bad Godesberg der Bundesstadt Bonn. Umgeben von den weiteren Bad Godesberger Ortsteilen Schweinheim im Südwesten, Friesdorf im Nordwesten, Plittersdorf im Nordosten und Alt-Godesberg im Südosten leben dort etwa 1.800 Einwohner. Im Nordosten bildet die Grenze zu Plittersdorf die Trasse der linken Rheinstrecke.

## Beschreibung
Die gebräuchliche Bezeichnung für Bad Godesberg-Nord ist „Bendel“. Ursprünglich auf einem alten Rheinarm errichtet, beschränkt sich die Wohnbebauung im Wesentlichen Teil auf den Bereich entlang der Grenze zu Schweinheim, in halber Hanglage zum Bad Godesberger Burgberg. Die Bauten bestanden vorwiegend aus Arbeiter- und Werkswohnungen der in der Nähe angesiedelten Betriebe (z. B. Kleutgen & Meier, Schiller'sche Patentverschluß oder die Tapetenfabrik Faßbender) in der zweiten Hälfte des 20. Jahrhunderts wurden sie zum großen Teil in Form von Wohnblockbebauung erneuert. Die soziale Struktur des Viertels zeigt einen großen Kontrast zu Alt-Godesberg, das sich als Kurort einen Namen machte und auch zu den später eingemeindeten anderen Stadtteilen Bad Godesbergs. 
Der größte Teil von Bad Godesberg-Nord ist Industrie- und Gewerbegebiet, in jüngerer Zeit siedelten sich zunehmend auch Verbrauchermärkte an. Im Zentrum des Stadtteils befindet sich ein Sportplatz, der im Rahmen des 2006 aktuellen Entwicklungskonzepts der Stadt Bonn zur Disposition steht. Der Schwerpunkt als Gewerbe- und Handelsgebiet soll danach ausgebaut werden.